# Uri Sagi
Uri Sagi (hebrejsky: אורי שגיא, narozen 5. srpna 1943) je bývalý izraelský generál, který zastával řadu předních vojenských postů v Izraelských obranných silách, včetně velitele brigády Golani, velitele severního velitelství a náčelníka vojenské zpravodajské služby Aman.

## Biografie
Narodil se v mošavu Kfar Bialik na severu Izraele do rodiny sabrů, která žije v Izraeli již po několik generací. Během šestidenní války byl velitelem 51. čety. Postupně stoupal v armádní hierarchii až na velitele brigády Golani. Během první libanonské války v roce 1982 stál v čele operačního velení při izraelském Generálním štábu. V roce 1983 byl povýšen do hodnosti generálmajora a jmenován velitelem severního velitelství. V letech 1986 až 1991 stál v čele izraelských pozemních sil a v letech 1991 až 1995 byl náčelníkem vojenské zpravodajské služby. V roce 1995 rezignoval na své vojenské funkce v důsledku konfliktu s náčelníkem Generálního štábu.
V roce 1996 vstoupil do Strany práce, avšak během primárek, které se toho roku konaly, se mu nepodařilo obsadit dostatečně vysoké místo na kandidátní listině pro nastávající parlamentní volby. V prosinci 1999 jej tehdejší premiér Ehud Barak jmenoval do čela vyjednávacího týmu, který měl dojednat mírovou smlouvu se Sýrií. Vyjednávání však zkrachovala poté, co Sýrie odmítla vstoupit do přímých jednání, aniž by se Izrael předem stáhl z Golanských výšin. V letech 2000 až 2003 působil jako ředitel izraelské národní vodárenské společnosti Mekorot.
V roce 2012 se stal krátce jedním z kandidátů Strany práce do předčasných parlamentních voleb, které se uskuteční koncem ledna 2013. Počátkem listopadu však Sagi svou kandidaturu stáhnul s odvoláním na zdravotní důvody. Deník Jedi'ot achronot však přinesl informaci, že podle zdroje ze Strany práce bylo pravým důvodem nařčení ze sexuálního obtěžování, kterého se měl Sagi údajně dopustit během svého působení v armádě.